# Scinax centralis
Scinax centralis és una espècie de granota de la família dels hílids endèmica del Brasil. El seu hàbitat natural s'inclou boscos subtropicals o tropicals, sabana humida, matolls, rius, i pantans intermitents d'aigua dolça. Està amenaçada per la pèrdua d'hàbitat.